# رالف آرثر روبرتس
رالف آرثر روبرتس (بالألمانية: Ralph Arthur Roberts)‏ (و. 1884 – 1940 م) هو ممثل كوميدي، وكاتب سيناريو، وممثل أفلام، ومخرج أفلام، ومؤلفو موسيقى تصويرية ألماني، ولد في ميرانه، توفي في برلين، عن عمر يناهز 56 عاماً.

## وصلات خارجية
- رالف آرثر روبرتس على موقع IMDb (الإنجليزية)
- رالف آرثر روبرتس على موقع ألو سيني (الفرنسية)
- رالف آرثر روبرتس على موقع ميوزك برينز (الإنجليزية)
- رالف آرثر روبرتس على موقع أول موفي (الإنجليزية)
- رالف آرثر روبرتس على موقع قاعدة بيانات الأفلام السويدية (السويدية)
- رالف آرثر روبرتس على موقع ديسكوغز (الإنجليزية)
- رالف آرثر روبرتس على موقع قاعدة بيانات الفيلم (الإنجليزية)
- رالف آرثر روبرتس على موقع كينوبويسك (الروسية)